# Ладмох (Совмее-Сара)
Ладмох (перс. لادمخ) — село в Ірані, у дегестані Касма, у Центральному бахші, шагрестані Совмее-Сара остану Ґілян. За даними перепису 2006 року, його населення становило 832 особи, що проживали у складі 217 сімей.

## Клімат
Середня річна температура становить 14,12 °C, середня максимальна – 27,36 °C, а середня мінімальна – -1,51 °C. Середня річна кількість опадів – 835 мм.
| Клімат поселення                              | Клімат поселення | Клімат поселення | Клімат поселення | Клімат поселення | Клімат поселення | Клімат поселення | Клімат поселення | Клімат поселення | Клімат поселення | Клімат поселення | Клімат поселення | Клімат поселення | Клімат поселення |
| Показник                                      | Січ.             | Лют.             | Бер.             | Квіт.            | Трав.            | Черв.            | Лип.             | Серп.            | Вер.             | Жовт.            | Лист.            | Груд.            |                  |
| Середній максимум, °C                         | 7,84             | 9,48             | 12,68            | 18,20            | 22,49            | 25,54            | 27,36            | 27,36            | 24,93            | 20,75            | 15,70            | 11,38            |                  |
| Середня температура, °C                       | 3,17             | 4,81             | 8,01             | 13,53            | 17,80            | 20,86            | 23,00            | 22,99            | 20,57            | 16,40            | 11,34            | 7,01             |                  |
| Середній мінімум, °C                          | −1,51            | 0,14             | 3,32             | 8,85             | 13,13            | 16,19            | 18,64            | 18,63            | 16,21            | 12,03            | 6,97             | 2,66             |                  |
| Норма опадів, мм                              | 87               | 69               | 70               | 53               | 38               | 24               | 14               | 38               | 82               | 126              | 107              | 127              |                  |
| Середньомісячна швидкість вітру, м/с          | 2.23             | 2.35             | 2.40             | 2.30             | 2.30             | 2.60             | 2.50             | 2.40             | 2.18             | 2.09             | 1.97             | 1.95             |                  |
| Середньомісячна сонячна радіація, кДж/м²·день | 6833             | 9069             | 11148            | 15871            | 20158            | 22771            | 23586            | 19897            | 16326            | 11101            | 8553             | 6618             |                  |
| --------------------------------------------- | ---------------- | ---------------- | ---------------- | ---------------- | ---------------- | ---------------- | ---------------- | ---------------- | ---------------- | ---------------- | ---------------- | ---------------- | ---------------- |
| Джерело:                                      |                  |                  |                  |                  |                  |                  |                  |                  |                  |                  |                  |                  |                  |